# Pedionis astrala
Pedionis astrala är en insektsart som beskrevs av Hamilton 1980. Pedionis astrala ingår i släktet Pedionis och familjen dvärgstritar. Inga underarter finns listade i Catalogue of Life.